# Now Hear This
Now Hear This címmel jelent meg a Greg Howe vezette Howe II zenekar, második, egyben utolsó nagylemeze, 1991-ben. Az anyagot elődjéhez hasonlóan ismét a Shrapnel Records adta ki. Az előző, High Gear című albumhoz képest annyi változás történt, hogy a dobokat Kevin Soffera játszotta fel, a korábbi dobos Joe Nevolo helyett. Zeneileg az első album által képviselt dallamos hard rock irányt folytatták, azonban különösebb sikerek nélkül. Ezért nem is készült folytatás, Greg Howe az album megjelenése után feloszlatta a formációt, majd visszatért szólókarrierjéhez, melynek keretein belül ismét az instrumentális gitármuzsika mellett tört lándzsát.

## Számlista
Az összes dal szerzője Greg Howe és Albert Howe. 
| 1.    | Fat Cat          | 4:18 |
| 2.    | The Ride         | 3:48 |
| 3.    | Now Hear This    | 4:46 |
| 4.    | Motherlode       | 3:56 |
| 5.    | Bigger the Bite  | 3:34 |
| 6.    | Crowd Pleaser    | 4:08 |
| 7.    | A Delicacy       | 2:05 |
| 8.    | Tip of My Tongue | 3:59 |
| 9.    | Heart of a Woman | 5:12 |
| 10.   | A Few Good Men   | 3:36 |
| 39:22 |                  |      |

## Közreműködők
- Albert Howe – ének
- Greg Howe – gitár, háttérvokál, producer
- Mike Mani – billentyűs hangszerek
- Kevin Soffera – dob, háttérvokál
- Vern Parsons – basszusgitár, háttérvokál
- Steve Fontano – hangmérnök
- Paul Stubblebine – maszter
- Mike Varney – producer